# Amphiboloidea
Amphiboloidea es una superfamilia taxonómica de los caracoles terrestres que respiran aire.

## Taxonomía
2005
De acuerdo a la Taxonomía de Gastropoda (Bouchet & Rocroi, 2005) es una superfamilia del grupo informal Basommatophora dentro de Pulmonata].
Esta superfamilia se compone de una sola familia, la Amphibolidae.
2007
Golding incluye dos nuevas familias
- Maningrididae; Golding, Ponder & Byrne, 2007, con la única especie Maningrida arnhemensis
- Phallomedusidae; Golding, Ponder & Byrne, 2007

2010
Basommatophora (Siphonarioidea y Amphiboloidea y Hygrophila) se han encontrado dentro de polifilético y así Jörger ha trasladado a Amphiboloidea, a Panpulmonata.